# Ernst Carlson

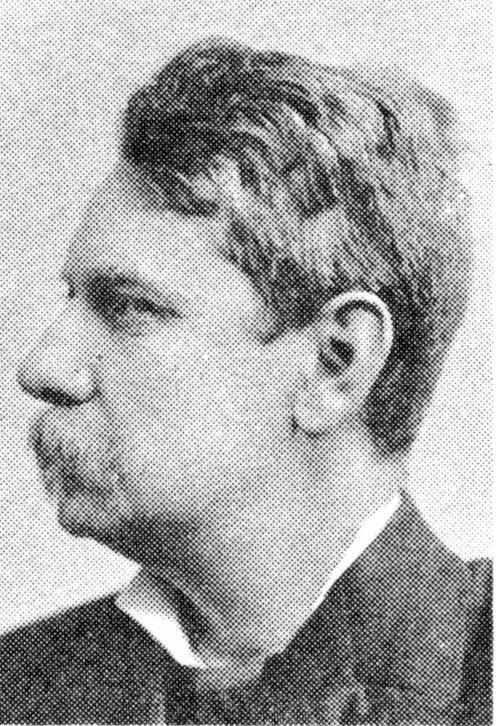
Ernst Carlson

Karl Fredrik Ernst Carlson (* 14. März 1854 in Stockholm; † 7. April 1909 ebenda) war ein schwedischer Historiker, Pädagoge und Parlamentsabgeordneter.
Carlson war der Sohn des bekannten schwedischen Historikers Fredrik Ferdinand Carlson. Er studierte an der Universität Uppsala Geschichte mit Lizenziats-Abschluss und Promotion 1877 (Om Karl XII.'s vistelse i Sachsen 1706–1707). Danach war er am Reichsarchiv und Kanzlist in der Kirchenverwaltung. 1880 bis 1883 war er Dozent an der Universität Uppsala und ab 1883 Professor (Lektor) am Realgymnasium in Göteborg. 1890 wurde er Professor für Geschichte an der neu gegründeten Universität Göteborg, kehrte aber 1893 auf seinen alten Posten am Realgymnasium zurück. 1904 bis 1909 war er in leitender Funktion in der Schulaufsicht, nachdem er wesentlich an der Reform der schwedischen Gymnasien mitgewirkt hatte.
Er veröffentlichte eine Untersuchung über den Altranstädter Frieden zwischen August dem Starken und Karl XII., über Schweden beim Wiener Kongress und gab die Briefe von Karl XII. heraus. Weiter gab er 1910 eine Neuausgabe des dritten Bandes (für 1706-1710) der Geschichte Schwedens unter Karl dem XII. seines Vaters heraus und Teile des Tagebuchs von Carl Piper sowie die Berichte von Captain James Jefferyes (Offizier bei Karl XII. auf dessen Russlandfeldzug und später Botschafter bei Karl XII. in Bender) von 1711 bis 1715 an seine Regierung. Er veröffentlichte auch ein Geografielehrbuch für die Schule und zu pädagogischen Fragen.
Er war im Stadtrat von Göteborg und Abgeordneter von Göteborg im Parlament (Zweite Reichstagskammer, ab 1897), wo er Mitgründer der Liberalen Sammlungspartei war und die für den Freihandel eintretenden Linksliberalen anführte.

## Schriften
- Fördraget mellan Karl XII och Kejsaren i Altranstädt, 1707, Stockholm 1907 (Deutsche Ausgabe: Der Vertrag zwischen Karl XII. von Schweden und Kaiser Joseph I. zu Altranstädt 1707, Stockholm 1907)
- Konung Karl XII:s egenhändiga bref, Stockholm, P. A. Norstedt & Söner, 1893
  - Deutsche Ausgabe: Die eigenhändigen Briefe Karls XII, Berlin 1894
- Sverige på kongressen i Wien 1814-1815. Historisk afhandling, Stockholm 1883.
- Sverige och Preußen 1701-1709, Hist. Bibliothek, Band 7, 1880, S. 113–190.
- Slaget vid Poltava och dess krigshistoriska förutsättningar, in: Festschrift für C. G. Malmström, Stockholm 1897